# Парагвай (річка)
Парагвай (ісп. Río Paraguay, гуар. Ysyry Paraguái, порт. Rio Paraguai) — одна з найбільших річок центральної та південної частин Південній Америці, що тече через території Бразилії і Парагваю, та протікає поряд з кордоном між Бразилією і Болівією та поряд з кордоном між Парагваєм і Аргентиною. Такжой є найбільшою річкою у республіці Парагвай.
Довжина русла — приблизно 2 549 км від витоку в бразильському штаті Мату-Гросу до злиття з річкою Парана на північ від аргентинського міста Коррієнтес. Завдяки формі країни, північний Парагвай розташований на західній стороні річки (Бразилія на сході), а південний Парагвай — на східній стороні річки (з Аргентиною на заході).